# Cyrtodactylus pageli
Cyrtodactylus pageli là một loài thằn lằn trong họ Gekkonidae. Loài này được Schneider, Nguyen, Schmitz, Kingsada, Auer & Ziegler mô tả khoa học đầu tiên năm 2011.